# Ulica Sanowa w Sanoku
Ulica Sanowa w Sanoku – ulica w dzielnicy Śródmieście miasta Sanoka.
Ulica w swoim biegu odchodzi od ul. Zamkowej i opadającym stokiem opada ku rzece San (równolegle do niej przebiega analogicznie ul. Rybacka).

## Historia
Po nadaniu praw miejskich Sanokowi (1339) powstały mury miejskie, przebiegające przez późniejszą ul. Rybacką.
W okresie zaboru austriackiego po wprowadzeniu autonomii galicyjskiej w 1867 nadano nazwy ulicom Sanoka, w tym ustanowiono ul. Sanową.

## Zabudowa
W 1958 do wojewódzkiego rejestru zabytków został wpisany dom przy ul. Sanowej 11, który wpisano także do gminnej ewidencji zabytków miasta Sanoka, założonej w 2014.
Od 1972 w wykazie zabytków Sanoka był ujęte dom przy ulicy Sanowej 7.
Drewniane domostwa przy ul. Sanowej (jak również przy ul. Rybackiej) w przeszłości były zamieszkiwane przez rodziny trudniące się rybactwem. Domy te wzmiankował Stefan Stefański opisując zwiedzanie Sanoka na kartach swojego wielokrotnie wznawianego przewodnika turystycznego.

## Mieszkańcy
Na początku lat 90. XIX wieku pod numerem konskrypcyjnym 237 zamieszkiwała rodzina Jana Ergietowskiego. Po nadaniu tytułu honorowego obywatelstwa Sanoka burmistrzowi Cyrylowi Jaksie Ładyżyńskiemu w 1895 w nagrodę ofiarowano mu dom przy ul. Sanowej. Potem w domu zamieszkał jego syn, Michał Ładyżyński.
Przed 1939 pod numerem ulicy mieszkał Arnold Andrunik. Podczas II wojny światowej w okresie okupacji niemieckiej w domu pod numerem 6 mieszkał jego przyrodni brat Kazimierz Andrunik, prowadzący tam działalność konspiracyjną.
Rzymskokatoliccy mieszkańcy ulicy przynależą do parafii Podwyższenia Krzyża Świętego i Matki Bożej Pocieszenia.